# Paradis défendu
Pour plus de détails, voir Fiche technique et Distribution.
Paradis défendu (Forbidden Paradise) est un film muet américain réalisé par Ernst Lubitsch, sorti en 1924.
La souveraine d'un petit royaume européen est sauvée de conspirateurs révolutionnaires par un jeune officier. Il obtient ses faveurs, mais pas sa fidélité. Par dépit, il s'allie avec les révolutionnaires contre sa bien-aimée.

## Synopsis
Catherine, souveraine d'un petit pays européen, décide de donner audience en personne à l'ambassadeur de France lorsqu'elle apprend qu'il est le favori des dames parisiennes. Pendant ce temps, Alexei, un jeune officier d'une ville frontalière, découvre qu'une révolution est en cours et se précipite au palais pour sauver la reine. Elle est si impressionnée qu'elle oublie la révolution et l'ambassadeur et accorde ses faveurs à Alexei, qui devient un favori à la cour et est nommé capitaine de la garde royale. Par la suite, Alexei néglige sa fiancée Anna, l'une des dames d'honneur de la reine. 
Lors d'un banquet, il découvre quatre autres officiers portant des insignes témoignant de la faveur de la reine et lorsqu'il lui fait des reproches en privé, elle le réprimande sévèrement pour éviter le scandale. Désabusé, il décide de rejoindre la révolution et annonce à la reine qu'elle est en état d'arrestation. Le Chambellan ayant acheté les conjurés, Alexei est arrêté et traduit en cour martiale puis condamné à mort pour haute trahison. La reine, incapable de le reconquérir, le gracie, sachant qu'il épousera Anna. Plus tard, l'ambassadeur de France est introduit et réapparaît bientôt portant l'une des décorations révélatrices.

## Fiche technique
- Titre : Paradis défendu
- Titre original : Forbidden Paradise
- Réalisation : Ernst Lubitsch
- Scénario : Agnes Christine Johnston et Hanns Kräly d'après la pièce The Czarina de Lajos Biró et Melchior Lengyel
- Société de production : Famous Players-Lasky Corporation
- Distribution : Paramount Pictures
- Photographie : Charles Van Enger
- Direction artistique : Hans Dreier
- Costumes : Howard Greer
- Pays de production :  États-Unis
- Format : Noir et blanc - film muet
- Genre : Comédie
- Durée : 76 minutes
- Dates de sortie : 
  - États-Unis : 16 novembre 1924 (New York)
  - États-Unis : 30 novembre 1924 (sortie nationale)

## Distribution
- Pola Negri : Catherine
- Rod La Rocque : Alexei Czerny
- Adolphe Menjou : le chancelier
- Pauline Starke : Anna
- Fred Malatesta : l'ambassadeur français
- Nick De Ruiz : le général
- Carrie Daumery : une dame d'honneur
- Clark Gable : soldat (non crédité)